# Norra Österbotten
Norra Österbotten (finsk Pohjois-Pohjanmaan maakunta) er et landskab og en sekundærkommune i det nordlige Finland. 
Norra Österbotten består af 30 kommuner, der tilsammen havde næsten 418.000 indbyggere i 2024. Uleåborg er landskabets hovedby. 

## Nabolandskaber
Norra Österbotten grænser i sydvest op til Mellersta Österbotten, i vest til Bottenbugten, i nord til landskabet Lappi, i øst til Rusland, i sydøst til Kajanaland og Norra Savolax samt i syd til Mellersta Finland. 

## Regionen Nordfinland
Norra Österbotten hører administrativ under Nordfinlands regionsforvaltning. Det samme gør landskabet Kajanaland.

## Det historiske Österbotten
Det nuværende landskab Österbotten oprettet i 1998. 
Det historiske landskab Österbotten var meget større end det nuværende landskab. Tidligere omfattede landskabet nemlig: det nuværende Österbotten, Södra Österbotten, Mellersta Österbotten, Norra Österbotten og Kajanaland samt den sydlige del af landskabet Lappi. Området øst for Salla og Kuusamo blev erobret af Sovjetunionen under Vinterkrigen. Alakurtti er største by i den afstående Salla-albue.
Det historiske landskab omfattede hele 36 % af Finlands daværende areal.

## Kommuner
Norra Österbotten består af 30 kommuner. De 11 byer (städer) er skrevet med fed skrift. 
| Koillismaa sub-region: - Kuusamo - Taivalkoski Nivala–Haapajärvi sub-region: - Haapajärvi - Kärsämäki - Nivala - Pyhäjärvi - Reisjärvi Oulu sub-region: - Hailuoto - Kempele - Liminka - Lumijoki - Muhos - Oulu - Tyrnävä | Oulunkaari sub-region: - Ii - Pudasjärvi - Utajärvi - Vaala Raahe sub-region: - Pyhäjoki - Raahe - Siikajoki Siikalatva sub-region: - Haapavesi - Pyhäntä - Siikalatva Ylivieska sub-region: - Alavieska - Kalajoki - Merijärvi - Oulainen - Sievi - Ylivieska |

- Wikimedia Commons har flere filer relateret til Norra Österbotten

65°N 26°Ø / 65°N 26°Ø